# 奥斯卡最佳国际影片奖
奧斯卡最佳國際影片獎（英語：Academy Award for Best International Feature Film），舊名「奧斯卡最佳外語片獎」（英語：Best Foreign Language Film），於2020年修改為現名。为奥斯卡奖中颁发给年度最佳非英语电影的奖项，提名电影应在每年10月至翌年9月间於所在國家或地區公映。由於導演在電影中有最重要地位，该奖仅颁给电影的导演，但被认为是对出品国的奖励。

## 历史
外語片獎項的設立起始於1947年，前幾年以奥斯卡荣誉奖的形式頒發給一些優異的外國電影，藉以提高世界各地觀眾對奧斯卡的注意。榮譽獎頒發至1955年，期間義大利、法國、日本各得三次獎座。然於1956年起，最佳外語片成為競賽單元，正式制訂評審辦法。
最佳外語片的獎項的決選與其他的奧斯卡獎項不同。一般而言，奧斯卡的獎項是由職業委員會（如演員委員會、導演委員會）投票選出入圍名單，最終再由全體會員投票選出得獎者。但外語片則是另成立評選委員會，由較少的評審委員選出入圍名單，再由參予過外語片放映活動的會員們來選出得獎影片。因此外語片的獎項與普選的其他獎項較為不同，是由少數的評審委員所選出來的。獲獎者的名單除了國家/地區外，其獲獎的導演亦留名國際影片獎獎盃和獎狀。
而每年差不多有100個國家會遞交影片到影藝學院，近15年來每年都有影片報名的國家及地區則有以下16個：阿根廷、比利時、加拿大、克羅埃西亞、法國、德國、匈牙利、冰島、以色列、義大利、日本、墨西哥、挪威、西班牙、瑞典和台灣；
於第92屆之頒獎禮，奉俊昊執導，曾奪第77屆金球獎最佳外語片之「寄生上流」獲合共六項提名，為奧斯卡史上首套參與提名之南韓電影，而當時韓國報名了31次才獲獎。
此外動畫電影可以參選，但在外語片中不論進入哪階段也少見。
一些國家過去曾有報名五次以上的記錄，但卻未曾獲得提名，分別是：保加利亞、埃及、印尼、菲律賓、葡萄牙、羅馬尼亞、斯洛維尼亞、泰國、土耳其和委內瑞拉。而克羅埃西亞、塞爾維亞和斯洛伐克雖未獲得正式提名，但在這些國家獨立前曾以南斯拉夫或捷克斯洛伐克之名義入圍。報名最多次卻未曾獲得提名的國家是葡萄牙（34次）。

## 問題
多年來，美國影藝學院都會邀請每個國家推派一部劇情片來參加最佳外語片的競賽。「每個國家推薦一部影片」的規定招致了不少的非議，因為一些多產的國家（如法國、義大利、西班牙、發展快速的國家）所製作的電影，也許足以獲得數個提名，但卻受限於最多僅能獲得一個提名，此外普遍英語的地區，若沒有其他語言，比如英國因為英格蘭以外地區有自己的語言和文化，才得以角逐。
而另外一個令人詬病的地方，是由於本身的制度關係，使得每個國家所推派的影片可能會受到政治或其他方面的影響，像是因政治因素而未能獲得國家的推薦，或是運用報名的機會來支持某位導演或是某個片廠。然後支持這個制度的擁護者則認為，這種制度能保護較小的國家能得以和電影多產的國家相庭抗爭。這樣的制度對一些電影產量不多的國家來說（像近年被提名的格魯吉亞、尼泊爾和南非等國），就容易映演給更多的學院會員來看見。